# Горянка (притока Чорної)
Горянка (біл. Гаранка) — річка в Мстиславському районні Могильовської області, ліва притока річки Чорна. Довжина 10 км. Починається за 0,8 км на південний схід від села Подсолтове, гирло за 2 км на південний схід від села Чернилове. Русло на всьому протязі каналізоване.